# Viking (műhold)
Viking az első svéd magnetoszféra kutató műhold.

## Küldetés
Az űreszköz pályája az Északi-sark felett ívelt. Kutatási programjába tartozott a sarki fény, a mágneses erővonalak és a Föld felső légkörének vizsgálata.

## Jellemzői
Gyártotta és üzemeltette a Svéd Nemzeti Űrkutatási Bizottság (Swedish National Space Board – SNSB). Társműholdja a SPOT–1 (francia), Svédország is részt vett a programjában.
Megnevezései:  COSPAR: 1986-019B; GRAU-kódja: 16614.
1986. február 22-én a Guyana Űrközpontból az LC–A1 (LC–Launch Complex) jelű indítóállványról egy Ariane–1 (V-16) hordozórakétával állították alacsony Föld körüli pályára (LEO = Low-Earth Orbit). Az orbitális pályája 261,62 perces, 98,81 fokos hajlásszögű, elliptikus pálya perigeuma 820 kilométer, az apogeuma 13 524 kilométer volt.
Forgásstabilizált űreszköz (3 rpm). Az űreszköz teste nyolcszög alakú, magassága 0,5, átlós távolsága 1,8 méter, tömege 538 kilogramm. Adatgyűjtését, telemetriai működését antennák segítségével biztosította. Nem rendelkezett adattárolási képességgel. Tervezett szolgálati idő 8 hónap. Az űreszköz felületét (2,2 négyzetméter) napelemek borították (80 W), éjszakai (földárnyék) energiaellátását újratölthető kémiai akkumulátorok biztosították.
Műszereivel mérte
1. az elektrosztatikus mező  vektorát,
2. a geomágneses mezőt,
3. a hideg plazma sűrűségét,
4. a forró plazma eloszlásfüggvényét 1 eV-tól 300 keV energia tartományig,
5. a forró ion összetételét akár 500 kHz-es tartományban,
6. a mágneses hullámok frekvenciáját 10 kHz-ig,
7. ultraibolya képeket készített a hajnali fényhatásokban

1987. május 12-én technikai okok miatt (áramellátás) befejezte szolgálatát.